# 梅若恭行
梅若 恭行（うめわか やすゆき、本名:梅若泰男、前名:梅若泰之、1917年（大正6年）10月6日 - 2003年（平成15年）1月20日）はシテ方観世流の能楽師で、重要無形文化財総合認定保持者、日本芸術院会員である。

## 概説
二世梅若実の三男として東京に生まれる。父と兄の五十五世梅若六郎に師事。1921年（大正10年）に仕舞『猩々」で初舞台。『姨捨』、『檜垣』をはじめ、真摯で品格の高い芸風で知られた。能楽界における最長老、重鎮として活躍した。また後進の指導育成にも尽力するなど、能の伝統を守り、後世に伝えるべく精進を重ねてきた。1988年（昭和63年）に日本芸術院賞を受賞。1996年（平成6年）に初の試みとしてヨーロッパで能・文楽・歌舞伎による『俊寛』を競演。1999年（平成11年）には東京と名古屋で能楽最高の秘曲『関寺小町』を舞い、高い評価を得た。他にも海外公演や野外能に積極的に参加。2002年（平成14年）10月の舞囃子『絃上』が最後の舞台となった。長男に梅若長左衛門がいる。 

## 関連書誌
- 「〝老女〟のこと」『観世』第55巻第6号、桧書店、1988年6月、28-29頁、doi:10.11501/6031676。
- 「元昭様を偲んで」『観世』第60巻第12号、桧書店、1993年11月、51-52頁、doi:10.11501/6031741。
- 「「子どもの能」の記憶」『観世』第63巻第9号、桧書店、1996年9月、44-45頁、doi:10.11501/6031741。
- 「梅若恭行師 追悼」『観世』第70巻第3号、桧書店、2003年3月、66-69頁。

## ビデオグラム
- 『「仕舞一調舞囃子集」（全九曲）』NHKエンタープライズ〈能楽名演集〉、DVD-Video[4]。

## 関連文献
- 日外アソシエーツ編『新撰 芸能人物事典 明治～平成』（2010年刊）
- 西野春雄「能界展望(平成十五年・十六年)」『能楽研究 : 能楽研究所紀要』第30巻、野上記念法政大学能楽研究所、2006年6月、163-181頁、doi:10.15002/00002850、hdl:10114/1313、ISSN 0389-9616、CRID 1390572174779937664。 物故者欄、176頁

## 脚註